# Campeonato Asiático de Atletismo de 2017 - Salto em altura masculino
A prova do salto em altura masculino do Campeonato Asiático de Atletismo de 2017 foi disputada entre os dias 6 e 8 de julho de 2017 no Kalinga Stadium em Bhubaneswar, na Índia. 

## Recordes
Antes desta competição, os recordes mundiais e do campeonato nesta prova eram os seguintes:
|                       | Nome               | Nacionalidade | Altura  | Local     | Data                  |
| --------------------- | ------------------ | ------------- | ------- | --------- | --------------------- |
| Recorde mundial       | Javier Sotomayor   | Cuba          | 2m 45cm | Salamanca | 27 de julho de 1993   |
| Recorde do campeonato | Mutaz Essa Barshim | Catar         | 2m 35cm | Kobe      | 9 de julho de 2011    |
| Recorde asiático      | Mutaz Essa Barshim | Catar         | 2m 43cm | Bruxelas  | 5 de setembro de 2014 |

## Medalhistas
| Ouro                 | Prata              | Bronze                  |
| Woo Sang-hyeok (KOR) | Zhang Guowei (CHN) | Majed Aldin Gazal (SYR) |

## Resultados

### Qualificação

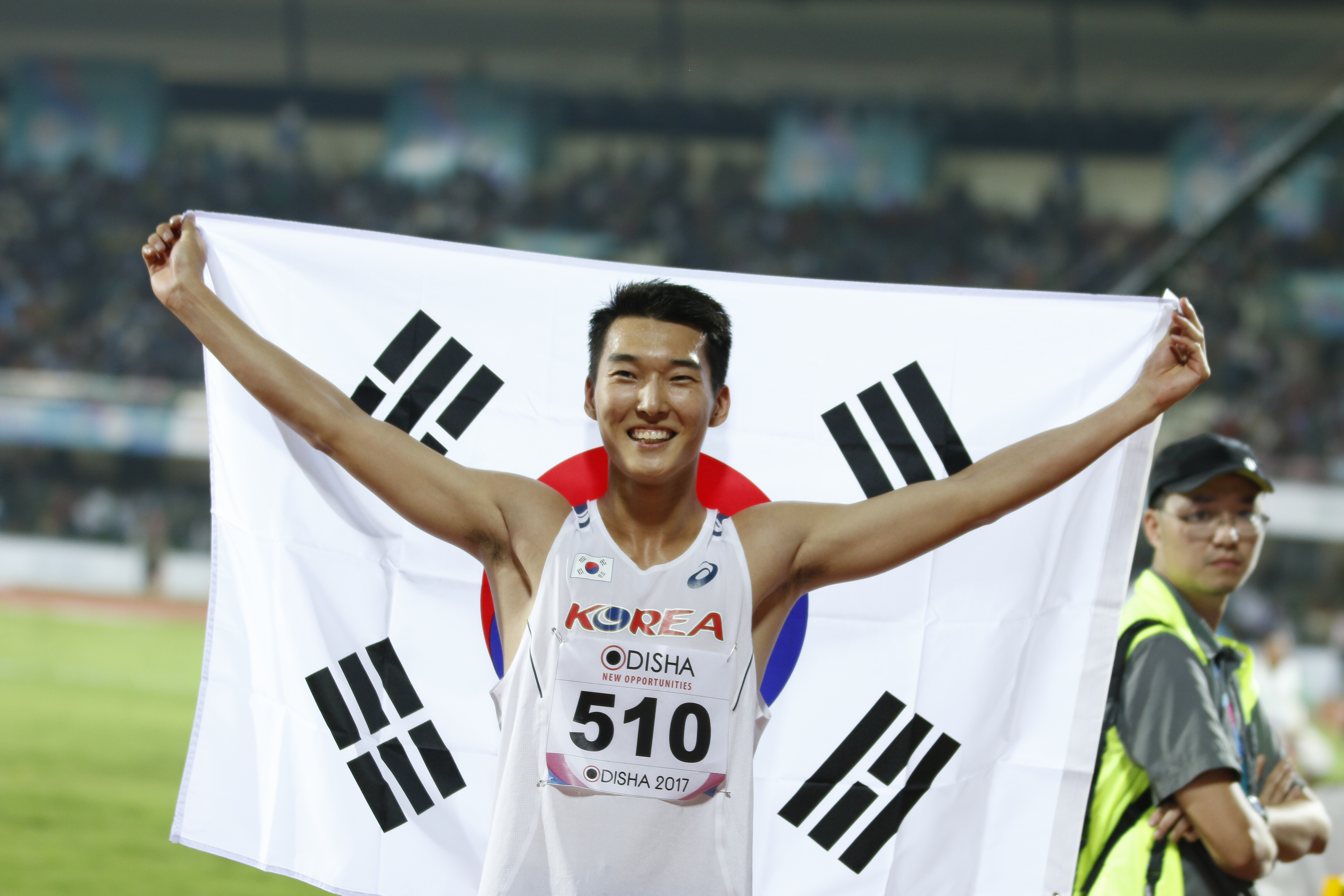
O vencedor, Woo Sang-hyeok

| Posição | Atleta                | Nacionalidade | 1.95 | 2.00 | 2.04 | 2.08 | 2.10 | Resultados | Notas |
| ------- | --------------------- | ------------- | ---- | ---- | ---- | ---- | ---- | ---------- | ----- |
| 1       | Hiromi Takahari       | Japão         | –    | –    | o    | –    | o    | 2.10       | Q     |
| 1       | Zhang Guowei          | China         |      |      |      |      |      | 2.10       | Q     |
| 1       | Hsiang Chun-hsien     | Taipé Chinesa |      |      |      |      |      | 2.10       | Q     |
| 1       | B. Chethan            | Índia         | –    | –    | o    | –    | o    | 2.10       | Q     |
| 1       | Ajay Kumar            | Índia         |      |      |      |      |      | 2.10       | Q     |
| 1       | Daisuke Nakajima      | Japão         |      |      |      | –    |      | 2.10       | Q     |
| 1       | Majed Aldin Gazal     | Síria         | –    | –    | –    | –    | o    | 2.10       | Q     |
| 1       | Roman Loshkarev       | Cazaquistão   |      |      |      |      |      | 2.10       | Q     |
| 1       | Woo Sang-hyeok        | Coreia do Sul | –    | –    | o    | o    | o    | 2.10       | Q     |
| 1       | Lee Hup Wei           | Malásia       |      |      |      |      |      | 2.10       | Q     |
| 1       | Mahamat Alamine Hamdi | Catar         | –    | –    | o    | o    | o    | 2.10       | Q     |
| 1       | Manjula Kumara        | Sri Lanka     |      |      |      |      |      | 2.10       | Q     |
| 1       | Keivan Ghanbarzadeh   | Irão          |      |      |      |      |      | 2.10       | Q     |
| 2       | Bai Long              | China         | –    | –    | o    | xo   | o    | 2.10       | Q     |
| 15      | Abdalrahman Al-Youha  | Kuwait        | o    | o    | xxx  |      |      | 2.00       |       |
| 16      | Mahfuzur Rahman       | Bangladesh    | xxo  | xo   | xxx  |      |      | 2.00       |       |

### Final
| Posição           | Atleta                | Nacionalidade | 2.05 | 2.10 | 2.15 | 2.20 | 2.24 | 2.28 | 2.30 | 2.32 | Resultados | Notas |
| ----------------- | --------------------- | ------------- | ---- | ---- | ---- | ---- | ---- | ---- | ---- | ---- | ---------- | ----- |
| Medalha de ouro   | Woo Sang-hyeok        | Coreia do Sul | –    | o    | o    | o    | xo   | xxo  | xxo  | xxx  | 2.30       | =     |
| Medalha de prata  | Zhang Guowei          | China         | –    | o    | o    | o    | o    | xo   | xxx  |      | 2.28       |       |
| Medalha de bronze | Majed Aldin Gazal     | Síria         | –    | o    | o    | o    | o    | xxx  |      |      | 2.24       |       |
| 4                 | Mahamat Alamine Hamdi | Catar         | o    | o    | o    | o    | xxx  |      |      |      | 2.20       |       |
| 5                 | B. Chethan            | Índia         | o    | xo   | xo   | o    | xxx  |      |      |      | 2.20       |       |
| 6                 | Manjula Kumara        | Sri Lanka     | –    | o    | o    | xo   | xxx  |      |      |      | 2.20       |       |
| 6                 | Lee Hup Wei           | Malásia       | –    | o    | o    | xo   | xxx  |      |      |      | 2.20       |       |
| 6                 | Keivan Ghanbarzadeh   | Irão          | –    | o    | o    | xo   | xxx  |      |      |      | 2.20       |       |
| 6                 | Hsiang Chun-hsien     | Taipé Chinesa | –    | o    | o    | xo   | xxx  |      |      |      | 2.20       |       |
| 10                | Bai Long              | China         | o    | o    | o    | xxx  |      |      |      |      | 2.15       |       |
| 11                | Ajay Kumar            | Índia         | o    | o    | xo   | xxx  |      |      |      |      | 2.15       |       |
| 12                | Hiromi Takahari       | Japão         | –    | o    | xxx  |      |      |      |      |      | 2.10       |       |
| 13                | Daisuke Nakajima      | Japão         | o    | xxo  | xxx  |      |      |      |      |      | 2.10       |       |
| 14                | Roman Loshkarev       | Cazaquistão   | xxo  | xxx  |      |      |      |      |      |      | 2.05       |       |

Legenda
| Recorde mundial       | Recorde mundial (World record)               |                       | Recorde africano                      | Recorde africano (African) |                                           | Q | Classificado por posição (Qualified) |
| Recorde do campeonato | Recorde do campeonato (Championship record)  | Recorde da América    | Recorde da América (Americas)         | q                          | Classificado por melhor tempo (Qualified) |   |                                      |
| Melhor marca do ano   | Melhor marca do ano (World leading)          | Recorde asiático      | Recorde asiático (Asian)              | DNS                        | Não largou (Did not start)                |   |                                      |
| Recorde nacional      | Recorde nacional (National record)           | Recorde europeu       | Recorde europeu (European)            | DNF                        | Não terminou (Did not finish)             |   |                                      |
| Recorde pessoal       | Recorde pessoal do atleta (Personal best)    | Recorde da Oceania    | Recorde da Oceania (Oceania)          | DSQ / DQ                   | Desclassificado (Disqualified)            |   |                                      |
| Recorde da temporada  | Recorde da temporada do atleta (Season best) | Recorde sul-americano | Recorde sul-americano (South America) | NM                         | Sem marca (No mark)                       |   |                                      |